# Filenchus ruatus
Filenchus ruatus är en rundmaskart som först beskrevs av Olufunke A. Egunjobi 1967.  Filenchus ruatus ingår i släktet Filenchus och familjen Tylenchidae. Inga underarter finns listade i Catalogue of Life.